# Melasmothrix naso
Melasmothrix naso є видом пацюків з Індонезії.

## Середовище проживання
Цей вид відомий з типової місцевості Рано Рано на висоті 1830 м і Гунунг Нокілалакі на висоті від 1950 до 2286 м в центрі Сулавесі, Індонезія. Зовсім недавно він був знайдений в Гунунг Гандангдевата на висотах 2200 і 2600 м над рівнем моря. Ймовірно, він також зустрічається у верхніх гірських лісах на інших горах центре острова. Цей денний і наземний вид проживає у прохолодних, вологих і мохових місцях проживання у верхніх гірських дощових лісах. Харчується здебільшого дощовими хробаками та грибковими комарами. Він не був зафіксований із змінених місць існування.